# Ред-Блафф (Каліфорнія)
Ред-Блафф (англ. Red Bluff) — місто (англ. city) в США, в окрузі Техама штату Каліфорнія. Населення — 14 710 осіб (2020).

## Географія
Ред-Блафф розташований за координатами 40°10′25″ пн. ш. 122°14′29″ зх. д. / 40.17361° пн. ш. 122.24139° зх. д. (40.173515, -122.241525).  За даними Бюро перепису населення США в 2010 році місто мало площу 19,88 км², з яких 19,59 км² — суходіл та 0,30 км² — водойми.

### Клімат
| Клімат : Ред-Блафф                         | Клімат : Ред-Блафф | Клімат : Ред-Блафф | Клімат : Ред-Блафф | Клімат : Ред-Блафф | Клімат : Ред-Блафф | Клімат : Ред-Блафф | Клімат : Ред-Блафф | Клімат : Ред-Блафф | Клімат : Ред-Блафф | Клімат : Ред-Блафф | Клімат : Ред-Блафф | Клімат : Ред-Блафф | Клімат : Ред-Блафф |
| Показник                                   | Січ.               | Лют.               | Бер.               | Квіт.              | Трав.              | Черв.              | Лип.               | Серп.              | Вер.               | Жовт.              | Лист.              | Груд.              | Рік                |
| Абсолютний максимум, °C                    | 26,7               | 29,4               | 33,3               | 36,7               | 42,2               | 47,2               | 48,3               | 49,4               | 47,8               | 41,7               | 33,9               | 28,3               | 49,4               |
| Середній максимум, °C                      | 12,7               | 15,6               | 18,3               | 21,8               | 27,3               | 32,2               | 36,2               | 35,4               | 32,2               | 25,7               | 17,1               | 12,4               | 23,9               |
| Середній мінімум, °C                       | 3,3                | 4,8                | 6,4                | 8,3                | 12,4               | 16,5               | 18,7               | 17,2               | 14,9               | 10,7               | 5,7                | 3,1                | 10,2               |
| Абсолютний мінімум, °C                     | −8,3               | −6,1               | −3,3               | −2,2               | 0,6                | 5,6                | 10,6               | 10,0               | 5,0                | −1,1               | −4,4               | −10,6              | −10,6              |
| Середня кількість сонячних годин на місяць | 165,1              | 195,2              | 267,8              | 328,8              | 396,3              | 404,4              | 436,9              | 397,5              | 344,0              | 281,4              | 172,1              | 153,4              | 3542               |
| Норма опадів, мм                           | 128                | 103                | 81                 | 40                 | 31                 | 12                 | 3                  | 3                  | 13                 | 31                 | 72                 | 106                | 622                |
| Днів з опадами                             | 11,1               | 9,9                | 9,8                | 6,5                | 5,0                | 2,5                | 0,4                | 0,6                | 1,6                | 4,1                | 8,6                | 10,8               | 70,9               |
| Днів зі снігом                             | 0,3                | 0,1                | 0                  | 0                  | 0                  | 0                  | 0                  | 0                  | 0                  | 0                  | 0                  | 0,3                | 0,7                |
| ------------------------------------------ | ------------------ | ------------------ | ------------------ | ------------------ | ------------------ | ------------------ | ------------------ | ------------------ | ------------------ | ------------------ | ------------------ | ------------------ | ------------------ |
| Джерело: NOAA                              |                    |                    |                    |                    |                    |                    |                    |                    |                    |                    |                    |                    |                    |

## Демографія
Згідно з переписом 2010 року, у місті мешкало 14 076 осіб у 5376 домогосподарствах у складі 3395 родин. Густота населення становила 708 осіб/км².  Було 5872 помешкання (295/км²).
Расовий склад населення:
| - 80,7 % — білих - 3,1 % — корінних американців - 1,3 % — азіатів - 0,9 % — чорних або афроамериканців - 0,1 % — вихідців з тихоокеанських островів - 8,3 % — осіб інших рас |

До двох чи більше рас належало 5,5 %. Частка іспаномовних становила 21,6 % від усіх жителів.
За віковим діапазоном населення розподілялося таким чином: 28,1 % — особи молодші 18 років, 58,6 % — особи у віці 18—64 років, 13,3 % — особи у віці 65 років та старші. Медіана віку мешканця становила 32,2 року. На 100 осіб жіночої статі у місті припадало 92,4 чоловіків;  на 100 жінок у віці від 18 років та старших — 87,7 чоловіків також старших 18 років.
Середній дохід на одне домашнє господарство  становив 41 921 долар США (медіана — 31 239), а середній дохід на одну сім'ю — 48 996 доларів (медіана — 36 850). Медіана доходів становила 35 729 доларів для чоловіків та 27 850 доларів для жінок. За межею бідності перебувало 24,0 % осіб, у тому числі 32,7 % дітей у віці до 18 років та 11,8 % осіб у віці 65 років та старших.
Цивільне працевлаштоване населення становило 4737 осіб. Основні галузі зайнятості: освіта, охорона здоров'я та соціальна допомога — 21,0 %, роздрібна торгівля — 18,0 %, мистецтво, розваги та відпочинок — 11,0 %, публічна адміністрація — 10,7 %.